# Neodythemis scalarum
Neodythemis scalarum is een libellensoort uit de familie van de korenbouten (Libellulidae), onderorde echte libellen (Anisoptera).
De wetenschappelijke naam Neodythemis scalarum is voor het eerst geldig gepubliceerd in 1964 door Pinhey.